# Płaskowyż Rybnicki
Płaskowyż Rybnicki je geomorfologický celek (zvlněná náhorní plošina) v jižním Polsku (polské geografické značení 341.15), který leží u česko-polské státní hranice. Patří do geomorfologické oblasti Wyżyna Śląska (Slezská vysočina) z geomorfologické subprovincie/vysočiny Wyżyna Śląsko-Krakowska (Slezsko-krakovská vysočina). Nachází se na území okresu Gliwice, okresu Ratiboř, okresu Wodzisław, městského okresu Jastrzębie-Zdrój, městského okresu Żory, okresu Rybnik a města Rybnik.Geograficky se nachází ve Slezském vojvodství a v Horním Slezsku.

## Historie a popis
Płaskowyż Rybnicki má bohatou historii osídlení sahající až do pravěku.
Płaskowyż Rybnicki se nachází v charakteristické výšce přibližně 310 m n. m. a má plošnou rozlohu 850 km². Nejvyšší přirozenou nadmořskou výšku má kopec Ramża (325 m) a nejvyšší umělou nadmořskou výšku má Halda v Rydułtowech (406 m). Je tvořen vodními a ledovcovými sedimenty z doby ledové a její podloží tvoří karbonské horniny překryté sedimenty pravěkého moře s usazeninami soli, sádrovce a síry. Vnější vrstvu sedimentů tvoří čtvrtohorní hlíny, štěrky a písky malé mocnosti a zanedbatelné zemědělské využitelnosti. Nacházejí se zde ložiska černého uhlí (Rybnický uhelný revír, který je součástí Hornoslezské pánve), soli, síry a sádrovce.

### Příroda
Nachází se zde několik chráněných oblastí, kde největší z nich je na severu situovaný Krajinný park Cisterciácké krajinné kompozice Rud Wielkich.

### Vodstvo
Je zde také rozvodí veletoků Visla a Odra. Největší řekami oblasti jsou Ruda a Olše, která svým krátkým úsekem tvoří část jižní hranice Płaskowyże Rybnického.

### Osídlení
Oblast je hustě osídlena. Největšími městy jsou Jastrzębie-Zdrój, Rybnik, Wodzisław Śląski, Żory a Rydułtowy.

## Galerie

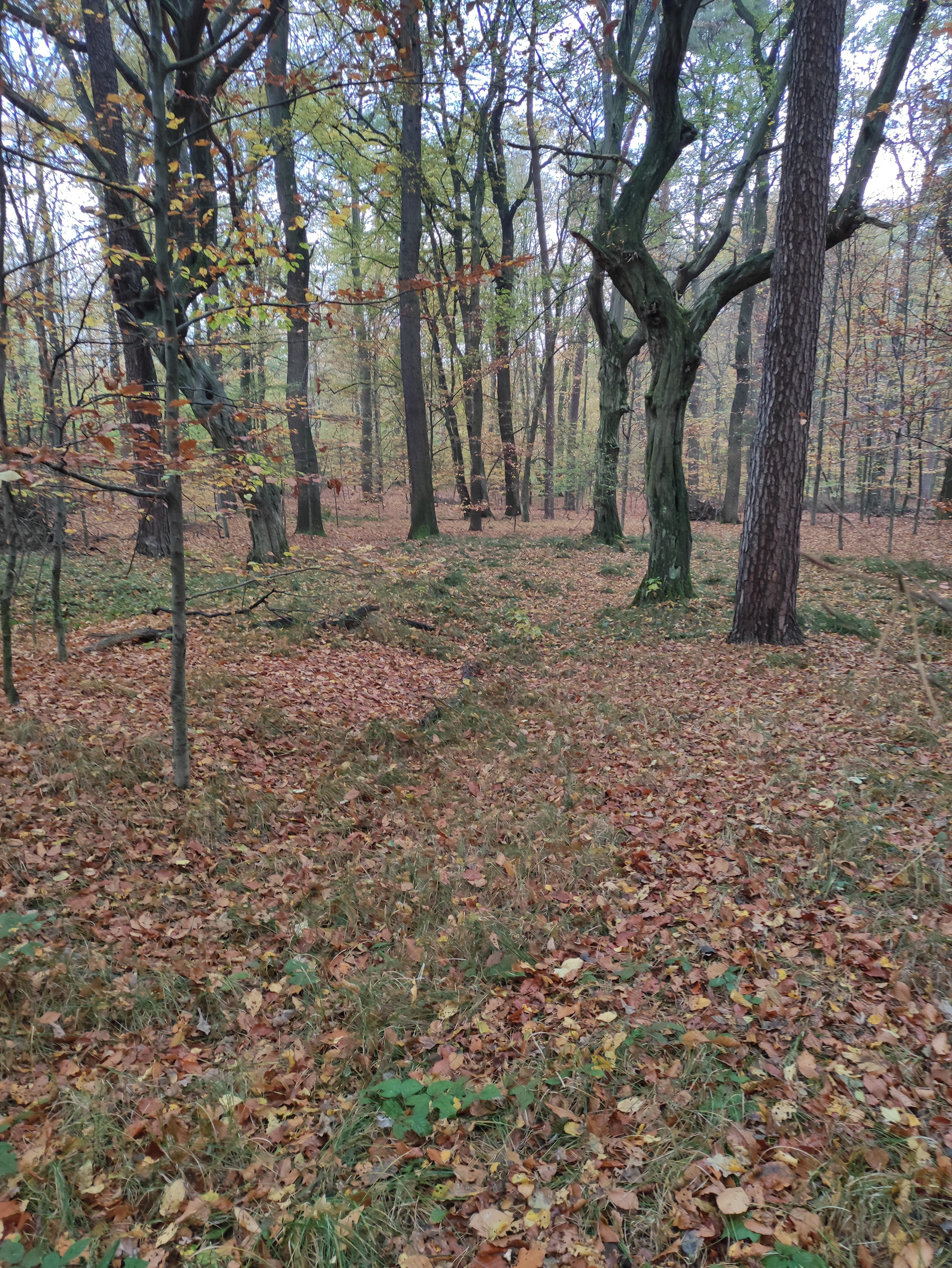
Pohřebiště "Całopalne Cmentarzysko Kurhanowe w Lesie Miejskim Obora", Arboretum Bramy Morawskiej
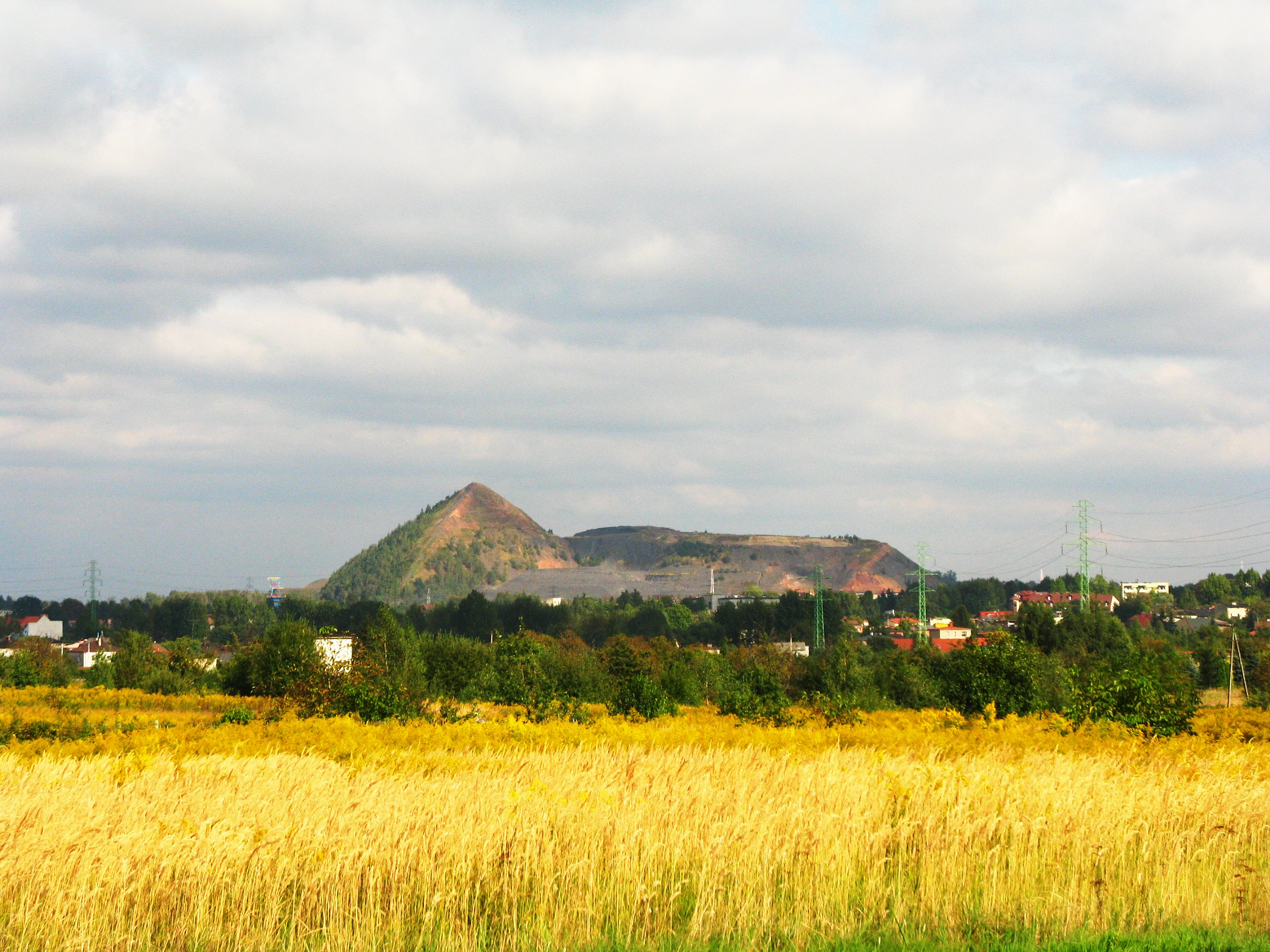
Halda v Rydułtowech